# Station Czachówek Górny
Station Czachówek Górny is een spoorwegstation in de Poolse plaats Bronisławów.